# Parahelpis
Parahelpis Gardzinska & Zabka, 2010 è un genere di ragni appartenente alla famiglia Salticidae.

## Distribuzione
Le due specie oggi note di questo genere sono state rinvenute in Australia: la P. abnormis nello Stato del Queensland e la P. smithae nello Stato del Nuovo Galles del Sud.

## Tassonomia
Questo genere dall'autore è stato ascritto al clade Astieae, non riconosciuto a sé stante da buona parte degli aracnologi, nonostante studi al riguardo di Maddison nel 2003 e 2008. Comunque in questo genere si riscontrano varie somiglianze con i generi Helpis Simon, 1901 e Adoxotoma Simon, 1909.
A giugno 2011, si compone di due specie:
- Parahelpis abnormis (Zabka, 2002)[3] - Australia (Queensland)
- Parahelpis smithae Gardzinska & Zabka, 2010 - Australia (Nuovo Galles del Sud)